# チェ・ジャヘ
チェ・ジャヘ（최자혜, 1981年7月26日 - ）は、韓国の女優。2001年にMBCの第30期公募採用俳優としてデビューした。
2006年11月6日から2007年4月28日までKBSの朝のテレビ小説として150回にわたって放送された『スノク』でタイトルロールのパク・スノク役を演じた。チェ・ジャヘ初の主演作『スノク』は、二卵性双生児の妹として生まれ、両親の貧困と迷信によって捨てられ、製材業を営む社長家の養女となったスノクと製材所従業員イノとの愛、困難に立ち向かうスノクの苦闘と犠牲を描く作品で、最高視聴率約21パーセントを記録した。

## 出演作品

### テレビドラマ
- マイラブパッチ（1999年、MBC）- ソンイの元同僚役（第2話）
- 恋人たち（2001年、MBC）
- 人魚姫（2002年、MBC）- ジュワン知人の新婦役（第96話）
- プレゼント（2002年、MBC）- 看護師役
- 君に出会ってから（2002年、MBC）- イ・ソンファ役
- 宮廷女官チャングムの誓い（2003年、MBC）- チャンイ役
- お向かいの彼女（2003年、MBC）
- 死ぬほど好き（2003年、MBC）
- ヒメニラの家（2004年、KBS）- ヨンゴンの娘役
- TV文学館 役馬（2005年、KBS）- ケヨン役
- ドラマシティー コポ旅人宿 （2005年、KBS）- ウシム役
- がんばれ!クムスン（2005年、MBC）- ナ・グマ役
- 春のワルツ（2006年、KBS）- ホン・ミジョン役
- 逃亡者イ・ドゥヨン（2006年、KBS）- ファン・ユニ役
- スノク（2006年、KBS）- パク・スノク役
- ロビイスト（2007年、SBS）- スージー役
- 強敵たち（2008年、KBS）- チョン・ユミン役
- 製パン王 キム・タック（2010年、KBS）- ク・ジャギョン役
- 済衆院（2010年、SBS）- ナオコ役
- パパの娘だから大丈夫
- ドラマスペシャル 아내의 숨소리（2011年、KBS）
- 青の食堂（2017年、SBS）
- 皇后の品格（2018年、SBS）
- 레버리지 LEVERAGE 사기조작단（2019年、TV朝鮮）
- ドラマステージ 남편한테 김희선이 생겼어요（2020年、TVN）
- 산후조리원（2020年、TVN）
- 복수해라（2020年、TV朝鮮）

### バラエティー番組
- スポーツ世界（2004年 - 、MBC）

### ミュージックビデオ
- シン・スンフン「そんな日が来るでしょう」（2004年）キム・ミンジョン（朝鮮語版）との共演
- アンタチャブル「tell me why」（2009年）チン・イハンとの共演